# 东明电气股份有限公司
东明电气股份有限公司旧址，位于江苏省盐城市东台市，是中华人民共和国江苏省文物保护单位之一。
1995年4月19日，授予江苏省文物保护单位，是一座近现代历史遗迹及革命纪念建筑物。